# Годзилла против Мотры
«Мотра против Годзиллы» (яп. モスラ対ゴジラ Мосура тай Годзира) — японский фантастический фильм режиссёра Исиро Хонды, продолжение «Кинг-Конга против Годзиллы» и «Мотры». Это четвёртый фильм, повествующий о приключениях динозавра Годзиллы, и второй о гигантской бабочке Мотре. Также это её первая встреча с Годзиллой. После этого Мотра стала постоянным персонажем фильмов жанра «кайдзю». Японский кинопрокат начался 29 апреля 1964 года.
Релиз на DVD состоялся в 2006 году.
В США фильм вышел под названием Годзилла против Нечто в 1964 году.

## Сюжет
На пляже, пострадавшем от тайфуна, обнаруживается гигантское яйцо огромной бабочки Мотры, божества острова Инфант. Несмотря на протесты ученого Миуры и предостережения двух фей-лилипуток, бизнесмен Кумаяма и его начальник Торахата собираются сделать из яйца приманку для туристов.
Феи находят поддержку в лице профессора Миуры и его друзей — репортёров Итиро Сакаи и Дзюнко Наканиси. Они всеми силами пытаются вернуть яйцо обратно на остров Инфант, но им это не удаётся. Между тем яйцо представляет собой большую угрозу, так как гусеницы Мотры могут принести непоправимые катастрофы.
Между тем в окрестностях появляется Годзилла и начинает атаку на город Нагоя. Итиро, Дзюнко и Миура отправляются на Инфант, чтобы местные жители отправили Мотру в Японию уничтожить Годзиллу. Между тем Годзилла разрушает город. В здании гостиницы Торахата убивает Кумаяму и крадет его деньги, но появляется Годзилла и разрушает здание. Неожиданно появляется Мотра и начинает с динозавром сражение, из которого именно Годзилла выходит победителем.
Феи начинают петь свою священную песню.
Годзилла легко побеждает выставленную против него армию и расплавляет все оружие, когда из яйца вылупливаются две гусеницы Мотры. Они скрываются от Годзиллы в прибрежных утёсах. Когда к ним направляется Годзилла, они заматывают его в кокон. Годзилла падает в океан, а гусеницы вместе с феями возвращаются на Инфант.

## В ролях
| Актёр                | Роль            |
| -------------------- | --------------- |
| Акира Такарада       | Итиро Сакаи     |
| Юрико Хоси           | Дзюнко Наканиси |
| Хироси Коидзуми      | профессор Миура |
| Ю Фудзики            | Накамура        |
| сёстры Эми и Юми Ито | феи             |
| Ёсифуми Тадзима      | Кумаяма         |
| Кэндзи Сахара        | Торахата        |
| Дзюн Тадзаки         | Мурата          |
| Харуо Накадзима      | Годзилла        |

## Создание
Первоначально основным персонажем фильма должна была стать Мотра. По наброскам сценария 1963 года, в проекте должна была появиться выдуманная страна Ролисика (из фильма с Мотрой), правительство которой снова захотело бы приобрести для себя маленьких фей. Однако из-за слишком большого количества перекликающихся сцен сюжетная линия с Ролисикой была удалена.
Во время съёмок фильма у Исиро Хонды возникли некоторые разногласия с композитором Акирой Ифукубэ, который поначалу не хотел участвовать в проекте. После уговоров режиссёра Ифукубэ всё-таки согласился. Это был единственный случай противоречия между Хондой и Ифукубэ.

## В американском прокате
В США фильм был показан под руководством American International Pictures  в ноябре 1964 года. Это один из немногих фильмов про Годзиллу, в который было внесено минимальное количество изменений, очень мало эпизодов из полной версии были вырезаны, в то время как предыдущие три фильма с Годзиллой довольно сильно отличались от оригинала.
На американском постере фильма Годзилла мало похож на самого себя, его морда больше напоминает крокодилью.

## Названия
Мотра против Годзиллы — официальное название от Toho.
Годзилла против Нечто — название театрального релиза в Великобритании и США.
Годзилла против Мотры — название на американском телевидении и домашнем видео.

## Критика
На момент выхода «Годзилла против Мотры» был признан критиками как самый лучший фильм из всех снятых о Годзилле. Но в том же году был снят следующий фильм — «Гидора, трёхголовый монстр», который имел ещё больший успех.
В настоящее время «Годзилла против Мотры» по-прежнему оценивается критиками достаточно позитивно.

## Факты
- Единственный случай, когда в один год вышло сразу два фильма о Годзилле и Мотре. 20 декабря 1964 года начался прокат фильма «Гидора, трёхголовый монстр».
- Во время съёмок сцены появления Годзиллы изображающий его актёр Харуо Накадзима случайно споткнулся и упал всем телом на модель Замка Нагои. Это непредусмотренное падение произвело впечатление на создателя спец-эффектов Эйдзи Цубураю, и он решил оставить этот эпизод в фильме[1].
- В США фильм вышел под названием «Годзилла против Нечто», хотя Нечто и Мотра — это два разных чудовища. Также фильм известен под названием «Мотра против Годзиллы».
- В Японии было продано 3 510 000 билетов к этому фильму.
- Это был уже восьмой фильм, в котором Харуо Накадзиме досталась роль кайдзю.